# Kawakami Hajime

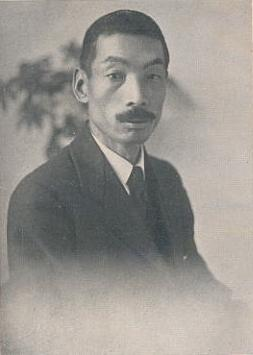
Kawakami Hajime

Kawakami Hajime (japanisch 河上 肇; geb. 20. Oktober 1879, in Iwakuni (Präfektur Yamaguchi); gest. 30. Januar 1946) war ein japanischer Wirtschaftswissenschaftler und früher Marxist der Shōwa-Zeit.

## Leben und Werk
Kawakami Hajime wurde als ältester Sohn eines ehemaligen Samurai geboren. 1902 schloss er sein Jura-Studium an der Universität Tokio ab und lehrte dann dort Wirtschaftswissenschaft bis 1905. 1905 veröffentlichte er die erste Übersetzung von E. R. A. Seligmans The Economic Interpretation of History aus dem Jahr 1902 und eine Serie unter dem Titel Bewertung des Sozialismus, Schriften zur Wirtschaft und zum Sozialismus, mit denen er bekannt wurde. Von 1907 bis 1908 gab er die Neue Zeitschrift zur japanischen Wirtschaft (Nihon keizai shinshi) heraus, die sich für eine nationale Wirtschaft einsetzte. 1908 wurde Kawakami Lehrbeauftragter an der Universität Kyōto und wurde nach einem Studienaufenthalt im Jahr 1914 in Europa, darunter auch zu Jura an der Universität Berlin, dort Professor. In seinem bekanntesten Werk, Erzählungen zur Armut, das zuerst als Serie in einer Zeitung und dann 1917 als Buch erschien, beschrieb er die Zustände in England, wie er sie erlebt hatte.
Kawakami wurde als Autorität in Bezug auf klassische Wirtschaftslehre angesehen, aber steigendes Interesse an Sozialpolitik und vergleichender Sozialwissenschaft brachte ihn in die Nähe der marxistischen Wirtschaftslehre. Die Gründung seiner Zeitschrift Erforschung sozialer Probleme (社会問題研究, Shakai mondai kenkyū) 1919 markierte dann die Wandlung zum Marxisten. Mit seinen Schriften und Übersetzungen spielte Kawakami fortan eine bedeutende Rolle bei der Verbreitung der marxistischen Lehre.
Kawakamis eigenwillige Auslegung des Marxismus führte zur Kritik von Kushida Tamizō (1885–1934) und Fukumoto Kazuo (1894–1983), die ihn zum Umdenken brachte. Ab den 1920er Jahren wandte sich Kawakami verstärkt der proletarischen Bewegung zu. 1928 musste er daher seine Professur an der Universität Kyōto aufgeben, 1932 schloss er sich der Kommunistischen Partei Japans an. Im Januar 1933 wurde er festgenommen und zu fünf Jahren Gefängnis verurteilt. Er widerrief seine politische Einstellung nicht, was in Japan „Tenkō“  genannt und auch praktiziert wurde, aber versprach, sich nicht weiter politisch zu betätigen. Er verbrachte die Zeit von 1930 bis zu seinem Tode damit, zu schreiben und zu übersetzen.
Kawakami hinterließ viele Werke zur Wirtschaft, zu sozialen Problemen und auch eine Autobiographie, für die er 1947 mit dem Mainichi-Kulturpreis ausgezeichnet wurde. Bestattet ist er am Hōnin-in (法然院) in Kyōto.

## Publikationen
- Übersetzungen zahlreicher Arbeiten von Karl Marx (u. a. Das Kapital) und Lenin,
- Bewertung des Sozialismus (社会主義 評論, Shakaishugi hyōron)
- Erzählungen zur Armut (貧乏物語, Bimbō monogatari)
- Gesammelte Werke von Kawakami Hajime, 12 Bände. (河上肇著作集, Kawakami Hajime chōsakushū),
- Anthologie des Kawakami Hajime (河上肇詩集, Kawakami Hajime shishū),
- Autobiografie, 3 Bände (自叙伝, Jijoden),
- Briefe von Professor Kawakami (河上先生からの手紙, Kawakami-sensei kara no tegami),
- Gefängnis-Tagebuch (獄中日記, Gokuchū nikki).